# Список державних і національних гімнів колишніх держав

## Європа
| Держава                                                  | Назва | Роки                                                                     | Слова                                                                                 | Мелодія | Аудіофайл |
| -------------------------------------------------------- | --- | ------------------------------------------------------------------------ | ------------------------------------------------------------------------------------- | --- | --------- |
| Австрія                                                  | |                                                                          |                                                                                       | |           |
| Федеративна держава Австрія                              | «Будьте безмежно благословенні» (нім. «Sei gesegnet ohne Ende») | 1934—1938                                                                | Оттокар Керншток                                                                      | Мелодія з «Австрійського імператорського гімну», Йозефа Гайдна, 1797                                       |           |
| Перша австрійська республіка                             | «Будьте безмежно благословенні» (нім. «Sei gesegnet ohne Ende») | 1929—1934                                                                | Оттокар Керншток                                                                      | Мелодія з «Австрійського імператорського гімну», Йозефа Гайдна, 1797                                       |           |
| Перша австрійська республіка                             | «Німецька Австрія, чудова земля» (нім. «Deutschösterreich, du herrliches Land») | 1920—1929 (де-факто)                                                     | Карл Реннер                                                                           | Вільгельм Кінцль                                                                                           |           |
| Білорусь                                                 | |                                                                          |                                                                                       | |           |
| Білоруська РСР                                           | Гімн Білоруської РСР (біл. Гімн Беларускай ССР) | 1955—1991                                                                | Михась Климкович                                                                      | Нестор Соколовський, 1944                                                                                  |           |
| Білоруська Народна Республіка                            | «Ми вийдемо щільними рядами» (біл. «Мы выйдзем шчыльнымі радамі») | 30 жовтня 1919                                                           | Макар Кравцов                                                                         | Володимир Теравський                                                                                       |           |
| Болгарія                                                 | |                                                                          |                                                                                       | |           |
| Народна Республіка Болгарія                              | «Мила Батьківщина» (болг. «Мила Родино») | 1964—червень 1990                                                        | Цветан Радославов, 1885 та інші                                                       | Цветан Радославов, 1885 та інші                                                                            |           |
| Народна Республіка Болгарія                              | «Мила Болгарія» (болг. «Българийо мила») | 1950—1964                                                                | Нікола Фурнаджієв, Младен Ісаєв, Єлисавета Багряна                                    | Георгій Димитров, Георгій Златев-Черкін, Святослав Обретенов                                               |           |
| Народна Республіка Болгарія                              | «Наша республіка, будь здоровою!» (болг. «Републико наша, здравей!») | 1947—1950                                                                | ?                                                                                     | ? |           |
| Народна Республіка Болгарія                              | «Шуми Мариця» (болг. «Шуми Марица») | 1946—1947                                                                | Нікола Живков, 1879 Іван Вазов, 1912                                                  | Мелодія з німецької народної пісні «Коли солдати марширують по місту»                                      |           |
| Третє болгарське царство                                 | «Шуми Мариця» (болг. «Шуми Марица») | 1908—1946                                                                | Нікола Живков, 1879 Іван Вазов, 1912                                                  | Мелодія з німецької народної пісні «Коли солдати марширують по місту»                                      |           |
| Болгарське князівство                                    | «Шуми Мариця» (болг. «Шуми Марица») | 1886—1908                                                                | Нікола Живков, 1879 Іван Вазов, 1912                                                  | Мелодія з німецької народної пісні «Коли солдати марширують по місту»                                      |           |
| Третє болгарське царство                                 | «Гімн Його Величності Царя» (болг. «Химн на Негово Величество Царя») | 29 вересня 1908—9 вересня 1944                                           | Георгій Аґура                                                                         | Еммануїл Манолов                                                                                           |           |
| Боснія і Герцеговина                                     | |                                                                          |                                                                                       | |           |
| Федерація Боснія і Герцеговина                           | «Одна та єдина» (босн. «Jedna si jedina») | 18 березня 1994—10 лютого 1998                                           | Діно Мерлін                                                                           | Мелодія з боснійської народної пісні «З іншого боку Пливи»                                                 |           |
| Республіка Боснія і Герцеговина                          | «Одна та єдина» (босн. «Jedna si jedina») | листопад 1992—18 березня 1994                                            | Діно Мерлін                                                                           | Мелодія з боснійської народної пісні «З іншого боку Пливи»                                                 |           |
| Ватикан                                                  | |                                                                          |                                                                                       | |           |
| Папська держава                                          | «Тріумфальний марш» (італ. «Gran Marcia Trionfale») | 5 вересня 1857—20 вересня 1870 (де-факто)                                | —                                                                                     | Віктор Галмаєр                                                                                             |           |
| Папська держава                                          | «Господи Боже, Діва Марія, почуй наші благання!» (італ. «Wir wollen Gott, Jungfrau Maria, höre gütig unser Gebet»)                                                                          | Початок XIX століття—5 вересня 1857 (де-факто)                           | ?                                                                                     | ? |           |
| Греція                                                   | |                                                                          |                                                                                       | |           |
| Критська держава                                         | «Критський гімн» (грец. «Κρητικός Ύμνος») | 9 грудня 1898—24 вересня 1908                                            | Іоанніс Полеміс, 1823                                                                 | Діонісій Даврагасн                                                                                         |           |
| Грузія                                                   | |                                                                          |                                                                                       | |           |
| Грузинська Демократична Республіка                       | «Хвала» (груз. «დიდება») | 1918—1921                                                                | Костянтин Посхверашвілі, 1918                                                         | Костянтин Посхверашвілі, 1918                                                                              |           |
| Ірландія                                                 | |                                                                          |                                                                                       | |           |
| Ірландська Вільна Держава                                | «Боже, бережи Ірландію» (англ. «God Save Ireland») | 6 грудня 1922—29 грудня 1937 (де-факто)                                  | Тімоті Деніел Салліван                                                                | ? |           |
| Ірландська Республіка (1919—1922)                        | «Боже, бережи Ірландію» (англ. «God Save Ireland») | 21 січня 1919—6 грудня 1922 (де-факто)                                   | Тімоті Деніел Салліван                                                                | ? |           |
| Іспанія                                                  | |                                                                          |                                                                                       | |           |
| Друга іспанська республіка                               | «Гімн Рієго» (ісп. «Himno de Riego») | 1931—1939 (де-факто)                                                     | Еваристо Фернандес де Сан-Мігель, 1820                                                | Невідомий автор (можливо Хосе Мельчор Гоміс)                                                               |           |
| Перша іспанська республіка                               | «Гімн Рієго» (ісп. «Himno de Riego») | 1873—1874 (де-юре)                                                       | Еваристо Фернандес де Сан-Мігель, 1820                                                | Невідомий автор (можливо Хосе Мельчор Гоміс)                                                               |           |
| Триріччя лібералів                                       | «Гімн Рієго» (ісп. «Himno de Riego») | 1822—1823 (де-юре)                                                       | Еваристо Фернандес де Сан-Мігель, 1820                                                | Невідомий автор (можливо Хосе Мельчор Гоміс)                                                               |           |
| Італія                                                   | |                                                                          |                                                                                       | |           |
| Королівство Італія (1861—1946)                           | «Легенда про П'яве» (італ. «La leggenda del Piave») | 8 вересня 1943—12 жовтня 1946 (де-факто)                                 | Гермес Джон Гаета, 1918                                                               | Гермес Джон Гаета, 1918                                                                                    |           |
| Італійська соціальна республіка                          | «Молодість» (італ. «Giovinezza») | 8 вересня 1943—25 квітня 1945 (де-факто)                                 | Ніно Оксіліа, 1909 Марчелло Манні, 1919 Сальватор Готта, 1924                         | Джузеппе Бланк, 1909                                                                                       |           |
| Королівство Італія (1861—1946)                           | «Королівська фанфара і марш» (італ. «Fanfara e Marcia Reale d'Ordinanza») | 1861—8 вересня 1943                                                      | ?                                                                                     | Джузеппе Габетті, 1831                                                                                     |           |
| Королівство Обох Сицилій                                 | «Ода до короля» (італ. «Inno al Re») | 1816—1861                                                                | ?                                                                                     | Джованні Паїзієлло, 1787 та інші                                                                           |           |
| Сардинське королівство                                   | «Королівська фанфара і марш» (італ. «Fanfara e Marcia Reale d'Ordinanza») | 1831—1961                                                                | ?                                                                                     | Джузеппе Габетті, 1831                                                                                     |           |
| Литва                                                    | |                                                                          |                                                                                       | |           |
| Велике князівство Литовське                              | «Богородиця» (пол. «Bogurodzica») | XIV—XVIII століття                                                       | ?                                                                                     | ? |           |
| Молдова                                                  | |                                                                          |                                                                                       | |           |
| Молдовська Демократична Республіка                       | «Прокинься, румуне!» (рум. «Deșteaptă-te, române!») | 1917—1918                                                                | Андрей Мурешану, 1848                                                                 | Панн Антон                                                                                                 |           |
| Нідерланди                                               | |                                                                          |                                                                                       | |           |
| Об'єднане королівство Нідерландів                        | «Вена з голландською кров'ю» (нід. «Wien Neêrlands bloed») | 16 березня 1815—19 квітня 1839                                           | Гендрік Толленс                                                                       | Йоганн Вільгельм Вільмс                                                                                    |           |
| Нідерландські Антильські острови                         | «Наш острів в морі» (англ. «Anthem without a title» пап'ям. «Sinku prenda den laman» нід. «Volkslied zonder titel»)                                                                         | 2000—10 жовтня 2010                                                      | Захіра Хіліман (англомовний варіант), Люсіль Беррі-Хасет (варіант на мові пап'яменто) | Захіра Хіліман (англомовний варіант), Люсіль Беррі-Хасет (варіант на мові пап'яменто)                      |           |
| Німеччина                                                | |                                                                          |                                                                                       | |           |
| Німецька Демократична Республіка                         | «Відроджена з руїн» (нім. «Auferstanden aus Ruinen») | 6 листопада 1949—3 жовтня 1990                                           | Йоганнес-Роберт Бехер Протягом 1972—1990 виконувався без слів                         | Ханс Ейслер                                                                                                |           |
| Німецька імперія (другий, кайзерівський рейх)            | «Хвала тобі, в короні переможця» (нім. «Heil dir im Siegerkranz») | 18 січня 1871—9 листопада 1918                                           | Генріх Харріес, 1790                                                                  | Мелодія з британського гімну «Боже, бережи королеву»                                                       |           |
| Королівство Пруссія                                      | «Пісня Пруссії» (нім. «Preußenlied») | 1830—1840                                                                | Бернхард Тірш, 1830 Т. Шнайдер, 1851                                                  | Август Нейтхард, 1832                                                                                      |           |
| Королівство Пруссія                                      | «Боруссія» (нім. «Borussia») | 1820—1830                                                                | Пол Фелск                                                                             | Йоганн Фрідріх Леопольд Дюнкер                                                                             |           |
| Норвегія                                                 | |                                                                          |                                                                                       | |           |
| Норвегія в складі Шведсько-норвезької унії               | «Сини Норвегії» (норв. «Sønner av Norge») | 1820—1864 (де-факто)                                                     | Хенрік Анкер Бьеррегаард, 1820                                                        | Христіан Блом, 1821                                                                                        |           |
| Норвегія в складі Шведсько-норвезької унії               | «За Норвегію» (норв. «Norges Skaal») | 1814—1820 (де-факто)                                                     | Юган Нурдаль Брун, 1771                                                               | ? |           |
| Португалія                                               | |                                                                          |                                                                                       | |           |
| Перша португальська республіка                           | «Гімн статуту» (порт. «Hymno da Carta») | 5 жовтня 1910—19 липня 1911 (де-юре)                                     | Педру I, 1826                                                                         | Педру I, 1826                                                                                              |           |
| Португальське королівство                                | «Гімн статуту» (порт. «Hymno da Carta») | травень 1826—травень 1834 (де-факто) травень 1834—5 жовтня 1910 (де-юре) | Педру I, 1826                                                                         | Педру I, 1826                                                                                              |           |
| Португальське королівство                                | «Патріотичний гімн португальської нації» (порт. «Hymno Patriótico da Nação Portugueza») | 29 серпня 1825—травень 1826                                              | ?                                                                                     | Маркуш Португал                                                                                            |           |
| Сполучене королівство Португалії, Бразилії й Алгарве     | «Патріотичний гімн португальської нації» (порт. «Hymno Patriótico da Nação Portugueza») | 16 грудня 1815—29 серпня 1825                                            | ?                                                                                     | Маркуш Португал                                                                                            |           |
| Королівство Португалії й Алгарве                         | «Патріотичний гімн португальської нації» (порт. «Hymno Patriótico da Nação Portugueza») | 13 травня 1809—16 грудня 1815                                            | ?                                                                                     | Маркуш Португал                                                                                            |           |
| Росія                                                    | |                                                                          |                                                                                       | |           |
| Російська Радянська Федеративна Соціалістична Республіка | «Патріотична пісня» (рос. «Патриотическая песня») | 23 листопада 1990—25 грудня 1991                                         | —                                                                                     | Польський релігійний гімн «Христос, день нашого просвітлення», Михайло Глінка, 1833                        |           |
| Російська Соціалістична Федеративна Радянська Республіка | «Інтернаціонал» (рос. «Интернационал» фр. «L'Internationale») | лютий 1918—1922                                                          | Ежен Потьє (франкомовний варіант), 1871 Аркадій Коц (варіант російською), 1902        | П'єр Дегейтер, 1888                                                                                        |           |
| Російська Соціалістична Федеративна Радянська Республіка | «Інтернаціонал» (рос. «Интернационал» фр. «L'Internationale») | лютий 1918—1922                                                          | Ежен Потьє (франкомовний варіант), 1871 Аркадій Коц (варіант російською), 1902        | П'єр Дегейтер, 1888                                                                                        |           |
| Російська Соціалістична Федеративна Радянська Республіка | «Робоча Марсельєза» (рос. «Рабочая Марсельеза» фр. «La Marseillaise») | 7 листопада 1917—січень 1918                                             | Петро Лавров (варіант російською), 1875                                               | Мелодія з французького гімну «Марсельєза», Клод Жозеф Руже де Ліль, 1792                                   |           |
| Російська республіка                                     | «Робоча Марсельєза» (рос. «Рабочая Марсельеза» фр. «La Marseillaise») | 14 вересня 1917—7 листопада 1917                                         | Петро Лавров (варіант російською), 1875                                               | Мелодія з французького гімну «Марсельєза», Клод Жозеф Руже де Ліль, 1792                                   |           |
| Російська імперія                                        | «Робоча Марсельєза» (рос. «Рабочая Марсельеза» фр. «La Marseillaise») | 15 березня 1917—14 вересня 1917                                          | Петро Лавров (варіант російською), 1875                                               | Мелодія з французького гімну «Марсельєза», Клод Жозеф Руже де Ліль, 1792                                   |           |
| Російська імперія                                        | «Боже, бережи царя!» (рос. дореф. «Боже, Царя храни!») | 31 грудня 1833—15 березня 1917                                           | Василь Жуковський, 1833                                                               | Мелодія з британського гімну «Боже, бережи королеву» (редагування Олексія Львова, 1833)                    |           |
| Російська імперія                                        | «Молитва російського народу» (рос. дореф. «Молитва Русскаго народа») | 1816—31 грудня 1833                                                      | Василь Жуковський, 1815                                                               | Мелодія з британського гімну «Боже, бережи королеву»                                                       |           |
| Російська імперія                                        | «Пролунай, переможний грім!» (рос. дореф. «Громъ победы раздавайся!») | 9 травня 1791—1816 (де-факто)                                            | Гаврило Державін, 1791                                                                | Осип Козловський, 1791                                                                                     |           |
| Карело-Фінська РСР                                       | Державний Гімн Карело-Фінської Радянської Соціалістичної Республіки (фін. Karjalais-suomalaisen sosialistisen neuvostotasavallan hymni)                                                     | 1945—1956                                                                | Карл Раутіо                                                                           | Армас Айкія                                                                                                |           |
| Румунія                                                  | |                                                                          |                                                                                       | |           |
| Соціалістична Республіка Румунія                         | «Три кольори» (рум. «Trei culori») | 28 жовтня 1977—16 грудня 1989                                            | Слова з румунської пісні «Три кольори», невідомого автора                             | Чіпріан Порумбеску                                                                                         |           |
| Соціалістична Республіка Румунія                         | «Славимо тебе, Румуніє» (рум. «Te slăvim, Românie!») | 21 серпня 1965—28 жовтня 1977                                            | Євген Фрунзе, Дан Дашліу Періодично виконувався без слів                              | Матей Сокор                                                                                                |           |
| Народна Республіка Румунія                               | «Славимо тебе, Румуніє» (рум. «Te slăvim, Românie!») | 20 серпня 1953—21 серпня 1965                                            | Євген Фрунзе, Дан Дашліу Періодично виконувався без слів                              | Матей Сокор                                                                                                |           |
| Народна Республіка Румунія                               | «Зламані кайдани» (рум. «Zdrobite cătușe») | січень 1948—20 серпня 1953                                               | Аурел Баранґа                                                                         | Матей Сокор                                                                                                |           |
| Румунське королівство                                    | «Слава королю» (рум. «Trăiască Regele») | 10 травня 1881—1884 (де-факто) 1884—30 грудня 1947 (де-юре)              | Васіле Александрі, 1881                                                               | Едуард Хюбш, 1862                                                                                          |           |
| Румунське королівство                                    | «Тріумфальний марш та вручення прапора його величності принцу-господарю» (рум. «Marș triumfal și primirea steagului și a Măriei Sale Prințul Domnitor»)                                     | 1 липня 1866—10 травня 1881                                              | Васіле Александрі, 1881                                                               | Едуард Хюбш, 1862                                                                                          |           |
| Об'єднане князівство Румунія                             | «Тріумфальний марш та вручення прапора його величності принцу-господарю» (рум. «Marș triumfal și primirea steagului și a Măriei Sale Prințul Domnitor»)                                     | 1862—1 липня 1866                                                        | Васіле Александрі, 1881                                                               | Едуард Хюбш, 1862                                                                                          |           |
| Словаччина                                               | |                                                                          |                                                                                       | |           |
| Перша словацька республіка                               | «Гей, Словаки!» (словац. «Hej, Slováci!») | 1939—29 листопада 1945                                                   | Самуель Томашик, 1834 та інші                                                         | Мелодія з польської народної мелодії, пізніше польського гімну «Мазурка Домбровського»                     |           |
| Словенія                                                 | |                                                                          |                                                                                       | |           |
| Соціалістична Республіка Словенія                        | «Вперед, прапоре слави» (словен. «Naprej zastava slave») | 1963—27 вересня 1989                                                     | Симон Єнко, 1860                                                                      | Даворин Єнко, 1860                                                                                         |           |
| Народна Республіка Словенія                              | «Вперед, прапоре слави» (словен. «Naprej zastava slave») | 19 лютого 1944—1963                                                      | Симон Єнко, 1860                                                                      | Даворин Єнко, 1860                                                                                         |           |
| Угорщина                                                 | |                                                                          |                                                                                       | |           |
| Угорська Народна Республіка                              | «Заклик» (угор. «Szózat») | 20 серпня 1949—23 жовтня 1989 (де-факто)                                 | Мігай Верешмарті, 1836                                                                | Бені Егрессі, 1843                                                                                         |           |
| Друга угорська республіка                                | «Заклик» (угор. «Szózat») | 1 лютого 1946—20 серпня 1949 (де-факто)                                  | Мігай Верешмарті, 1836                                                                | Бені Егрессі, 1843                                                                                         |           |
| Франція                                                  | |                                                                          |                                                                                       | |           |
| Французька Держава (режим Віші)                          | «Маршале, ми тут!» (фр. «Maréchal, nous voilà!») | 22 червня 1940—20 серпня 1944                                            | Андре Монтаньяр, 1940                                                                 | Мелодія з оперети «Батальйон блудниць», Казиміра Оберфельда (редагування Андре Монтаньяра та Шарля Куртіу) |           |
| Французька імперія (ІІ)                                  | «Вирушаючи з Сирії» (фр. «Partant pour la Syrie») | 2 грудня 1852—4 вересня 1870 (де-факто)                                  | Александр Лаборд, 1807                                                                | Невідомий автор (можливо Гортензія Богарне)                                                                |           |
| Французька Республіка (ІІ)                               | «Пісня жирондистів» (фр. «Le Chant des Girondins») | 24 лютого 1848—2 грудня 1852                                             | Олександр Дюма старший, Огюст Маке                                                    | Клод Жозеф Руже де Ліль, Альфонс Варней                                                                    |           |
| Французьке королівство (липнева монархія)                | «Парижанка» (фр. «La Parisienne») | 9 серпня 1830—24 лютого 1848                                             | Казимир Делавінь                                                                      | Даніель Обер                                                                                               |           |
| Французьке королівство (відновлення монархії ІІ)         | «Повернення французьких принців в Париж» (фр. «Le Retour des Princes français à Paris») та «Де може бути краще, ніж у лоні сім'її?» (фр. «Où peut-on être mieux qu’au sein de sa famille?») | 8 липня 1815—9 серпня 1830 (де-факто)                                    | ? Жан Франсуа Мармонтель                                                              | Мелодія з французького гімну «Слава Генріху IV!» Андре Ґретрі                                              |           |
| Французьке королівство (відновлення монархії І)          | «Повернення французьких принців в Париж» (фр. «Le Retour des Princes français à Paris») та «Де може бути краще, ніж у лоні сім'її?» (фр. «Où peut-on être mieux qu’au sein de sa famille?») | 6 квітня 1814—8 липня 1815 (де-факто)                                    | ? Жан Франсуа Мармонтель                                                              | Мелодія з французького гімну «Слава Генріху IV!» Андре Ґретрі                                              |           |
| Французька імперія (сто днів)                            | «Пісня виступу в похід» (фр. «Le Chant du départ») | 20 березня 1815—8 липня 1815                                             | Марі-Жозеф Шенье, 1794                                                                | Еть'єн Ніколас Мегюль                                                                                      |           |
| Французька імперія (І)                                   | «Пісня виступу в похід» (фр. «Le Chant du départ») | 18 травня 1804—6 квітня 1814                                             | Марі-Жозеф Шенье, 1794                                                                | Еть'єн Ніколас Мегюль                                                                                      |           |
| Французьке королівство (конституційна монархія)          | «Слава Генріху IV!» (фр. «Vive Henri IV!») | 4 вересня 1791—22 вересня 1792                                           | ?                                                                                     | ? |           |
| Французьке королівство (абсолютна монархія)              | «Слава Генріху IV!» (фр. «Vive Henri IV!») | 9 серпня 1774—4 вересня 1791                                             | ?                                                                                     | ? |           |

## Азія
| Держава                                              | Назва | Роки                                                          | Слова                                              | Мелодія                                                                                               | Аудіофайл |
| ---------------------------------------------------- | --- | ------------------------------------------------------------- | -------------------------------------------------- | --- | --------- |
| Афганістан                                           | |                                                               |                                                    | |           |
| Ісламський Емірат Афганістан                         | «Фортеця ісламу, серце Азії» (дарі «قلعه اسلام قلب اسیا جاویدان»)                                                                    | 27 вересня 1996—1999                                          | Невідомий автор (можливо Дауд Фарані)              | Устад Касим                                                                                           |           |
| Ісламська Держава Афганістан                         | «Фортеця ісламу, серце Азії» (дарі «قلعه اسلام قلب اسیا جاویدان»)                                                                    | 24 квітня 1992—1999                                           | Невідомий автор (можливо Дауд Фарані)              | Устад Касим                                                                                           |           |
| Республіка Афганістан (комуністичний режим)          | «Буде жарко, стане спекотніше» | 30 листопада 1987—28 квітня 1992                              | Сулейман Лаєк                                      | Джаліль Гахланд                                                                                       |           |
| Демократична Республіка Афганістан                   | «Буде жарко, стане спекотніше» | 30 квітня 1978—30 листопада 1987                              | Сулейман Лаєк                                      | Джаліль Гахланд                                                                                       |           |
| Республіка Афганістан (диктатура Дауда)              | «Поки є небо і земля» (пушту «څو چي ده ځمکه او اسمان وي»)                                                                            | 17 липня 1973—30 квітня 1978                                  | Абдул Рауф Бенава                                  | Абдул Гафур Брешна                                                                                    |           |
| Королівство Афганістан                               | «Наш хоробрий і благородний король»                                                                                                  | 1943—17 липня 1973                                            | Мохаммед Махтар                                    | Мохаммед Фарух                                                                                        |           |
| Королівство Афганістан                               | «Королівський гімн» | 9 червня 1926—1943                                            | —                                                  | ? |           |
| В'єтнам                                              | |                                                               |                                                    | |           |
| Тимчасовий уряд Республіки Південний В'єтнам         | «Звільнення півдня» (в'єт. «Giải phóng miền Nam»)                                                                                    | 1969—2 липня 1976                                             | Лу Ху Фуоко, Хюінь Ван Тіен, Май Ван Бо            | Лу Ху Фуоко                                                                                           |           |
| В'єтконг                                             | «Звільнення півдня» (в'єт. «Giải phóng miền Nam»)                                                                                    | 1961—2 липня 1976                                             | Лу Ху Фуоко, Хюінь Ван Тіен, Май Ван Бо            | Лу Ху Фуоко                                                                                           |           |
| Республіка В'єтнам                                   | «Звернення до громадян» (в'єт. «Tiếng Gọi Công Dân»)                                                                                 | 1956—1975                                                     | Лу Ху Фуоко, Май Ван Бо                            | Лу Ху Фуоко                                                                                           |           |
| Республіка В'єтнам                                   | «Марш молоді» (в'єт. «Thanh Niên Hành Khúc»)                                                                                         | 1955—1956                                                     | Лу Ху Фуоко, Май Ван Бо                            | Лу Ху Фуоко                                                                                           |           |
| Держава В'єтнам                                      | «Марш молоді» (в'єт. «Thanh Niên Hành Khúc»)                                                                                         | 14 червня 1949—1955                                           | Лу Ху Фуоко, Май Ван Бо                            | Лу Ху Фуоко                                                                                           |           |
| Тимчасовий центральний уряд В'єтнаму                 | «Марш молоді» (в'єт. «Thanh Niên Hành Khúc»)                                                                                         | 14 червня 1948—14 червня 1949                                 | Лу Ху Фуоко, Май Ван Бо                            | Лу Ху Фуоко                                                                                           |           |
| Індонезія                                            | |                                                               |                                                    | |           |
| Нідерландська Нова Гвінея                            | «Вітаю моя земле, Папуа» (індонез. «Hai Tanahku Papua»)                                                                              | 1 грудня 1961—1 травня 1963                                   | Ісаак Самуель Кійн                                 | ? |           |
| Ірак                                                 | |                                                               |                                                    | |           |
| Республіка Ірак (влада Баасистів)                    | «Земля двох річок» (араб. «أرض الفراتين»)                                                                                            | 1981—2003                                                     | Шафік Аль Камалі                                   | Валід Голмьє                                                                                          |           |
| Республіка Ірак (влада Баасистів)                    | «О Боже, як же довго в мене не було зброї» (араб. «والله زمــان يـا سـلاحـي»)                                                        | 17 липня 1968—1981                                            | Салах Джахін                                       | Камаль Аль Тавіл                                                                                      |           |
| Республіка Ірак                                      | «О Боже, як же довго в мене не було зброї» (араб. «والله زمــان يـا سـلاحـي»)                                                        | 1965—17 липня 1968                                            | Салах Джахін                                       | Камаль Аль Тавіл                                                                                      |           |
| Республіка Ірак                                      | «Моя Батьківщина» (араб. «موطني») | 14 липня 1958—1965                                            | Ібрагім Тукан, 1934, Льюїс Занбака                 | Мухаммад Фулейфіль, Льюїс Занбака                                                                     |           |
| Королівство Ірак                                     | «Королівське привітання» | 3 жовтня 1932—14 лютого 1958                                  | Ліут Шафон                                         | ? |           |
| Королівство Ірак під адміністрацією Великої Британії | «Королівське привітання» | 1922—3 жовтня 1932                                            | Ліут Шафон                                         | ? |           |
| Іран                                                 | |                                                               |                                                    | |           |
| Тимчасовий уряд Ірану                                | «О, Іран!» (перс. «ای ایران») | 11 лютого 1979—1980 (де-факто)                                | Хоссейн Гол-е-Голаб, 1944                          | Рухолла Халекі, 1944                                                                                  |           |
| Шаханшахська Держава Іран (Персія)                   | «Шаханшахський гімн Ірану (Персії)» (перс. «ای ایران»)                                                                               | 1933—11 лютого 1979                                           | Мохамад Хашим Афсар, 1933                          | Дауд Надшмі, 1933                                                                                     |           |
| Шаханшахська Держава Персія                          | «Слава Державі Персія» | 15 грудня 1925—1933                                           | ?                                                  | Голам-Реза Мінбашян                                                                                   |           |
| Велична Держава Персія                               | «Слава Державі Персія» | 1909—15 грудня 1925                                           | ?                                                  | Голам-Реза Мінбашян                                                                                   |           |
| Велична Держава Персія                               | «Слава королю» (перс. «سلام شاه») | 1873—1909                                                     | —                                                  | Альфред Жан Батист Лемер, 1873                                                                        |           |
| Камбоджа                                             | |                                                               |                                                    | |           |
| Народна Республіка Кампучія                          | Гімн Народної Республіки Кампучія (кхмер. ចម្រៀងនៃសាធារណរដ្ឋប្រជាមានិតកម្ពុជា)                                                                    | 7 січня 1979—1990                                             | Сок Удом Дез, 1976                                 | Сок Удом Дез, 1976                                                                                    |           |
| Демократична Кампучія                                | «Знаменне сімнадцяте квітня» (кхмер. «ដប់ប្រាំពីរមេសាជោគជ័យ»)                                                                                 | 5 січня 1976—7 січня 1979                                     | ?                                                  | ? |           |
| Кхмерська Республіка                                 | «Пісня Кхмерської Республіки» (кхмер. «បទចំរៀងនៃសាធារណរដ្ឋខ្មែរ»)                                                                            | 9 жовтня 1970—17 квітня 1975                                  | Невідомий автор (можливо Хан Тун Хак або Хем Тьєн) | Невідомий автор (можливо Хан Тун Хак або Хем Тьєн)                                                    |           |
| КНР                                                  | |                                                               |                                                    | |           |
| Велика Маньчжурська Імперія                          | Державний гімн Маньчжурії (другий) (кит.: 滿洲國國歌 яп. 満州国国歌)                                                                 | 5 вересня 1942—19 серпня 1945                                 | Група авторів                                      | Ямада Косаку, Чжен Сяосюй                                                                             |           |
| Велика Маньчжурська Імперія                          | Державний гімн Маньчжурії (перший) (кит.: 滿洲國國歌)                                                                                | 1 березня 1934—5 вересня 1942                                 | Чжен Сяосюй                                        | Такатцу Тоші, Сонояма Мінпей, Мукаока Гакудо                                                          |           |
| Маньчжурська держава                                 | Державний гімн Маньчжурії (перший) (кит.: 滿洲國國歌)                                                                                | 24 лютого 1933—1 березня 1934                                 | Чжен Сяосюй                                        | Такатцу Тоші, Сонояма Мінпей, Мукаока Гакудо                                                          |           |
| Маньчжурська держава                                 | Великий державний гімн Маньчжурії (кит.: 大滿洲國國歌)                                                                               | 1932 (де-факто)                                               | Чжен Сяосюй                                        | Ямада Косаку                                                                                          |           |
| Китайська Радянська Республіка                       | «Інтернаціонал» (спрощ.: 国际歌; кит. трад.: 國際歌; піньїнь: Guójìgē)                                                               | 7 листопада 1931—22 вересня 1937 (де-факто)                   | Цюй Цюбо, 1923                                     | П'єр Дегейтер, 1888                                                                                   |           |
| Бейянський уряд                                      | «Пісня передвістя щастя» (кит.: «卿雲歌»)                                                                                            | 31 березня 1921—1928                                          | «Книга історії», Конфуцій                          | Сяо Юмей                                                                                              |           |
| Бейянський уряд                                      | «Пісня передвістя щастя» (кит.: «卿雲歌»)                                                                                            | 28 квітня 1913—23 травня 1915                                 | «Книга історії», Конфуцій                          | Джен Хаутстон                                                                                         |           |
| Китайська імперія (1915-1916)                        | «Китай героїчно стоїть у Всесвіті» (спрощ.: «中国雄立宇宙间»; кит. трад.: «中國雄立宇宙間»; піньїнь: «Zhōngguó xióng lì yǔzhòujiān») | 23 травня 1915—1 липня 1921 редагування: 19 грудня 1915, 1916 | Їнь Чан                                            | Ван Лу                                                                                                |           |
| Бейянський уряд                                      | «Китай героїчно стоїть у Всесвіті» (спрощ.: «中国雄立宇宙间»; кит. трад.: «中國雄立宇宙間»; піньїнь: «Zhōngguó xióng lì yǔzhòujiān») | 23 травня 1915—1 липня 1921 редагування: 19 грудня 1915, 1916 | Їнь Чан                                            | Ван Лу                                                                                                |           |
| Бейянський уряд                                      | «Пісня союзу п'яти прапорів» (кит.: «五旗共和歌»)                                                                                    | 1912—1913                                                     | Шен Енф                                            | Шень Пен                                                                                              |           |
| Імперія династії Цін                                 | «Кубок з чистого золота» (спрощ.: «巩金瓯»; кит. трад.: «鞏金甌»; піньїнь: «gǒng jīn ōu»)                                            | 4 листопада 1911—12 лютого 1912                               | Янь Фу                                             | Пу Тон                                                                                                |           |
| Імперія династії Цін                                 | «Пісня драконовому прапору» (спрощ.: 颂龙旗; кит. трад.: 頌龍旗; піньїнь: sòng lóng qí)                                              | 1906—4 листопада 1911 (де-факто)                              | Народна пісня                                      | Народна мелодія                                                                                       |           |
| Імперія династії Цін                                 | «Пісня Лі Хунчжана» (спрощ.: 李中堂乐; кит. трад.: 李中堂樂; піньїнь: lǐ zhōng táng yuè)                                             | 1896—1906 (де-факто)                                          | Народна пісня (редагування Вана Цзяня, 1896)       | Народна пісня (редагування Вана Цзяня, 1896)                                                          |           |
| Південна Корея                                       | |                                                               |                                                    | |           |
| Корейська імперія                                    | «Національний гімн Корейської імперії» (кор. «대한제국 애국가»)                                                                      | 1902—29 серпня 1910                                           | Мін Йон Хван, 1902                                 | Франц Екерт, 1902                                                                                     |           |
| Кувейт                                               | |                                                               |                                                    | |           |
| Шейханат Кувейт (протекторат Великої Британії)       | «Мир Еміру» (араб. «السلام الأميري»)                                                                                                 | 1951—19 червня 1961                                           | ?                                                  | Юсуф Адіс                                                                                             |           |
| Малайзія                                             | |                                                               |                                                    | |           |
| Королівство Саравак                                  | «Земля справедливості — Саравак» (англ. «Fair Land Sarawak» малай. «Sarawak Tanah Airku» ібан. «Pemanah Sarawak kami»)               | 16 вересня 1963—31 серпня 1973                                | Ф. К. Огден                                        | Мелодія з гімну Саравака «Вирушаючи в дорогу по той бік моря» (редагування Джорджа Р. К. Фріта, 1963) |           |
| Коронна колонія Саравак                              | «Земля справедливості — Саравак» (англ. «Fair Land Sarawak» малай. «Sarawak Tanah Airku» ібан. «Pemanah Sarawak kami»)               | 1946—16 вересня 1963                                          | Ф. К. Огден                                        | Мелодія з гімну Саравака «Вирушаючи в дорогу по той бік моря» (редагування Джорджа Р. К. Фріта, 1963) |           |
| Непал                                                | |                                                               |                                                    | |           |
| Королівство Непал                                    | «Нехай славить вас корона, відважний владико» (неп. «राष्ट्रिय गान्»)                                                                      | 1967—19 травня 2006                                           | Чакра Пані Чалізе, 1924                            | Бакхат Бахадур Будхапіртхі, 1899                                                                      |           |
| Пакистан                                             | |                                                               |                                                    | |           |
| Пакистан (домініон)                                  | «О, свята земле!» (урду «!اے سرزمینِ پاک»)                                                                                            | 14 серпня 1947—16 грудня 1948 (де-факто)                      | Джагана Натх Азад, 1947                            | ? |           |
| Росія                                                | |                                                               |                                                    | |           |
| Тива                                                 | «Ліс, повен кедрових горіхів» (тув. «Тооруктуг долгай таңдым»)                                                                       | 1993—11 серпня 2011                                           | Народна пісня (редагування Аяни Саміяєвни Монгуш)  | Народна мелодія                                                                                       |           |
| Тувинська Народна Республіка                         | «Міжнародна пісня» (тув. «Кайгамчыктыг интернационал»)                                                                               | 14 серпня 1921—1930                                           | ?                                                  | ? |           |
| Урянхайський край                                    | «Міжнародна пісня» (тув. «Кайгамчыктыг интернационал»)                                                                               | 1920—14 серпня 1921                                           | ?                                                  | ? |           |
| Туреччина                                            | |                                                               |                                                    | |           |
| Османська імперія                                    | «Марш Махмуда II» (тур. «Mahmudiye Marşı»)                                                                                           | 1918—1922                                                     | —                                                  | Джузеппе Доніцетті, Гаетано Доніцетті                                                                 |           |
| Османська імперія                                    | «Марш Махмуда II» (тур. «Mahmudiye Marşı»)                                                                                           | 1808—1839                                                     | —                                                  | Джузеппе Доніцетті, Гаетано Доніцетті                                                                 |           |
| Османська імперія                                    | «Марш Махмеда Решада» (тур. «Reşadiye Marşı»)                                                                                        | 1909—1918                                                     | —                                                  | Італо Селвеллі                                                                                        |           |
| Османська імперія                                    | «Марш Абдул-Гаміда II» (тур. «Hamidiye Marşı»)                                                                                       | 1876—1909                                                     | —                                                  | Неджіп Паша                                                                                           |           |
| Османська імперія                                    | «Марш Абдул-Азіза» (тур. «Aziziye Marşı»)                                                                                            | 1861—1876                                                     | —                                                  | Каллісто Гвателлі                                                                                     |           |
| Османська імперія                                    | «Марш Абдул-Меджида I» (тур. «Mecidiye Marşı»)                                                                                       | 1839—1861                                                     | —                                                  | Джузеппе Доніцетті                                                                                    |           |
| Філіппіни                                            | |                                                               |                                                    | |           |
| Тагалозька республіка                                | «Шляхетний гімн Тагальського Народу» (тагал. «Marangál na Dalit ng̃ Katagalugan»)                                                     | 24 серпня 1896—10 травня 1897                                 | Хуліо Накпіл, 1896                                 | Хуліо Накпіл, 1896                                                                                    |           |

## Америка
| Держава                 | Назва                                                                              | Роки                            | Слова                            | Мелодія             | Аудіофайл |
| ----------------------- | ---------------------------------------------------------------------------------- | ------------------------------- | -------------------------------- | ------------------- | --------- |
| Гренада                 |                                                                                    |                                 |                                  |                     |           |
| Британська Гренада      | «Гімн вільно асоційованої держави Гренади» (англ. «Grenada National State Anthem») | 1967—1974                       | Ролстан Персіваль Джавахір Адамс | Джон Джордж Флетчер |           |
| Канада                  |                                                                                    |                                 |                                  |                     |           |
| Ньюфаундленд (домініон) | «Ода Ньюфаундленду» (англ. «Ode to Newfoundland»)                                  | 1907—31 березня 1949 (де-факто) | Чарльз Кавендіш Бойл, 1902       | Хуберт Перрі        |           |

## Африка
| Держава                                                                              | Назва | Роки                            | Слова                              | Мелодія                                                          | Аудіофайл |
| ------------------------------------------------------------------------------------ | --- | ------------------------------- | ---------------------------------- | ---------------------------------------------------------------- | --------- |
| Буркіна-Фасо                                                                         | |                                 |                                    |                                                                  |           |
| Республіка Верхня Вольта                                                             | Національний гімн Вольти (фр. Hymne National Voltaïque)                                                        | 5 серпня 1960—4 серпня 1984     | Роберт Оуедраого                   | Роберт Оуедраого                                                 |           |
| Ефіопія                                                                              | |                                 |                                    |                                                                  |           |
| Перехідний уряд Ефіопії                                                              | «Вперед, безцінна мати Ефіопія» (амх. «ወደፊት ገስግሺ ውድ እናት ኢትዮጵያ»)                                                | 1992—21 серпня 1995             | Дередже Мелаку Менгеш, 1957        | Селомон Луку Митику, 1950                                        |           |
| Перехідний уряд Ефіопії                                                              | «Ефіопія, Ефіопія, Ефіопія крокує попереду» (амх. «ኢትዮጵያ, ኢትዮጵያ, ኢትዮጵያ ቅደሚ»)                                   | 28 травня 1991—1992             | Ассефа Гебре-Маріам Тессама        | Даніель Йоханнес Хаггос                                          |           |
| Народно-Демократична Республіка Ефіопія                                              | «Ефіопія, Ефіопія, Ефіопія крокує попереду» (амх. «ኢትዮጵያ, ኢትዮጵያ, ኢትዮጵያ ቅደሚ»)                                   | 22 лютого 1987—28 травня 1991   | Ассефа Гебре-Маріам Тессама        | Даніель Йоханнес Хаггос                                          |           |
| Тимчасовий військовий уряд Соціалістичної Ефіопії                                    | «Ефіопія, Ефіопія, Ефіопія крокує попереду» (амх. «ኢትዮጵያ, ኢትዮጵያ, ኢትዮጵያ ቅደሚ»)                                   | 21 березня 1975—22 лютого 1987  | Ассефа Гебре-Маріам Тессама        | Даніель Йоханнес Хаггос                                          |           |
| Ефіопська імперія (координаційна група збройних сил, поліції і територіальної армії) | «О Ефіопіє, будь щаслива» (амх. «ኢትዮጵያ ሆይ ደስ ይበልሽ»)                                                            | 12 вересня 1974—21 березня 1975 | Йофтах Негуссе та інші             | Геворк Налбандян, 1926                                           |           |
| Ефіопська імперія                                                                    | «О Ефіопіє, будь щаслива» (амх. «ኢትዮጵያ ሆይ ደስ ይበልሽ»)                                                            | 5 травня 1941—12 вересня 1974   | Йофтах Негуссе та інші             | Геворк Налбандян, 1926                                           |           |
| Італійська Східна Африка                                                             | «О Ефіопіє, будь щаслива» (амх. «ኢትዮጵያ ሆይ ደስ ይበልሽ»)                                                            | 9 травня 1936—5 травня 1941     | Йофтах Негуссе та інші             | Геворк Налбандян, 1926                                           |           |
| Ефіопська імперія                                                                    | «О Ефіопіє, будь щаслива» (амх. «ኢትዮጵያ ሆይ ደስ ይበልሽ»)                                                            | 2 листопада 1930—9 травня 1936  | Йофтах Негуссе та інші             | Геворк Налбандян, 1926                                           |           |
| Єгипет                                                                               | |                                 |                                    |                                                                  |           |
| Республіка Єгипет (1953—1958)                                                        | «Піснеспів про свободу» (араб. «نشيد الحرية»)                                                                  | 18 червня 1953—22 лютого 1958   | Камо Шенаві                        | Мохаммед Абд-аль-Вахаб                                           |           |
| Єгипетське королівство                                                               | «Піснеспів про свободу» (араб. «نشيد الحرية»)                                                                  | 23 липня 1952—18 червня 1953    | Камо Шенаві                        | Мохаммед Абд-аль-Вахаб                                           |           |
| Єгипетське королівство                                                               | «О Єгипте, будь безтурботним» (араб. «اسلمي يا مصر»)                                                           | 1923—1936                       | Мустафа Саадек Аль-Рафе            | Сафар Алі                                                        |           |
| Республіка Конго                                                                     | |                                 |                                    |                                                                  |           |
| Народна Республіка Конго                                                             | «Три дні слави» (фр. «Les Trois Glorieuses»)                                                                   | 1 січня 1970—1991               | Анрі Лопес                         | Філіп Молуамі                                                    |           |
| ДР Конго                                                                             | |                                 |                                    |                                                                  |           |
| Заїр                                                                                 | «Заїр» (фр. «La Zaïroise»)                                                                                     | 1972—1997                       | Джозеф Лутумба, 1971               | Симон-П'єр Бока, 1971                                            |           |
| Конго-Леопольдвіль                                                                   | «Підніміться конголезці» (фр. «Debout Congolais»)                                                              | 1960—1971                       | Жозеф Лутумба                      | Сімон-П’єр Бока ді Мпасі Лонді                                   |           |
| Держава Катанга                                                                      | «Катангка» (фр. «La Katangaise»)                                                                               | 1960—1963                       | ?                                  | С. Е. Джосеф Ківель                                              |           |
| Зімбабве                                                                             | |                                 |                                    |                                                                  |           |
| Республіка Родезія                                                                   | «Здіймися, о голосе Родезії» (англ. «Rise, O Voices of Rhodesia»)                                              | 28 серпня 1974—1 червня 1979    | Мері Блум, 1974                    | Мелодія з німецької «Оди до радості» Людвіга ван Бетховена, 1824 |           |
| Лівія                                                                                | |                                 |                                    |                                                                  |           |
| Велика Соціалістична Народна Лівійська Арабська Джамахірія                           | «Боже великий» (араб. «الله أكبر»)                                                                             | 2 березня 1977—17 лютого 2011   | Абдалла Шамс Ель-Дін, 1978         | Махмуд Ель-Шаріф, 1955                                           |           |
| Лівійська Арабська Республіка                                                        | «Боже великий» (араб. «الله أكبر»)                                                                             | 1 вересня 1969—2 березня 1977   | Абдалла Шамс Ель-Дін, 1978         | Махмуд Ель-Шаріф, 1955                                           |           |
| Лівійське королівство                                                                | «Лівія, Лівія, Лівія» (араб. «ليبيا، ليبيا، ليبيا»)                                                            | 1951—1 вересня 1969             | Аль-Башір Аль-Аребі, 1955          | Мохаммед Абд-аль-Вахаб, 1955                                     |           |
| Мозамбік                                                                             | |                                 |                                    |                                                                  |           |
| Народна Республіка Мозамбік                                                          | «Слава, слава ФРЕЛІМО» (порт. «Viva, Viva a FRELIMO»)                                                          | 25 червня 1975—1 грудня 1990    | Джастін Сігулане Чемане, 1970      | Джастін Сігулане Чемане, 1970                                    |           |
| Нігерія                                                                              | |                                 |                                    |                                                                  |           |
| Федерація Нігерія                                                                    | «Нігерія, ми обожнюємо тебе» (англ. «Nigeria, We Hail Thee»)                                                   | 1 жовтня 1960—1 жовтня 1963     | Ліліан Жан Вільямс                 | Френсіс Бенда                                                    |           |
| Республіка Біафра                                                                    | «Земля вранішнього Сонця» (англ. «Land of the Rising Sun»)                                                     | 1967—1970                       | Бенджамін Ннамді Азіківе           | Мелодія з фінської симфонічної поеми «Фінляндія», Яна Сібеліуса  |           |
| ПАР                                                                                  | |                                 |                                    |                                                                  |           |
| Південно-Африканський Союз                                                           | Зов Південної Африки (афр. Die Stem van Suid-Afrika англ. The Call of South Africa)                            | 2 травня 1957—31 травня 1961    | Корнеліс Якобус Лангенховен, 1918  | Мартінус Лоуренс де Вільєрс, 1921                                |           |
| Оранжева Республіка                                                                  | Гімн Оранжевої Вільної Держави (афр. Volkslied van den Oranjevrijstaat нід. Volkslied van de Oranje Vrijstaat) | 1854—1902                       | Х. А. Л. Хамелберг, Герман Якобсен | Віллем Фредерік Герард Ніколаї                                   |           |
| Республіка Бопутатсвана                                                              | «Країна наших предків» (сетсв. «Lefatshe leno la bo-rrarona»)                                                  | 6 грудня 1977—27 квітня 1994    | Дж. М. Ншім                        | Е. Б. Машібе, Дж. Дж. Лутс                                       |           |
| Республіка Венда                                                                     | «Мир і єднання» (венда «Pfano na vhuthihi»)                                                                    | 13 вересня 1979—27 квітня 1994  | ?                                  | ?                                                                |           |
| Республіка Трансвааль                                                                | «Трансваальська народна пісня» (нід. «Volkslied van Transvaal» афр. «Volkslied van Transvaal»)                 | 1875—31 травня 1902             | Катаріна ван Різ                   | Катаріна ван Різ                                                 |           |
| Сомалі                                                                               | |                                 |                                    |                                                                  |           |
| Перехідний федеральний уряд Республіки Сомалі                                        | «Прокидайся Сомалі» (сом. «Soomaaliyeey toosoo»)                                                               | 6 квітня 2004—20 серпня 2012    | Алі Мір Авалі, 1947                | Алі Мір Авалі, Юсуф Хаджі Аден, 1947                             |           |
| Перехідний національний уряд Республіки Сомалі                                       | «Прокидайся Сомалі» (сом. «Soomaaliyeey toosoo»)                                                               | 2000—6 квітня 2004              | Алі Мір Авалі, 1947                | Алі Мір Авалі, Юсуф Хаджі Аден, 1947                             |           |
| Демократична Республіка Сомалі (період анархії)                                      | Національний гімн Сомалі                                                                                       | 26 січня 1991—2000              | —                                  | Джузеппе Бланк                                                   |           |
| Демократична Республіка Сомалі                                                       | Національний гімн Сомалі                                                                                       | 21 жовтня 1969—26 січня 1991    | —                                  | Джузеппе Бланк                                                   |           |
| Республіка Сомалі                                                                    | Національний гімн Сомалі                                                                                       | 1960—21 жовтня 1969             | —                                  | Джузеппе Бланк                                                   |           |
| Туніс                                                                                | |                                 |                                    |                                                                  |           |
| Французький протекторат у Тунісі                                                     | «Вітаю господаре» (араб. «سلام الباي» фр. «Salut beylical»)                                                    | 1846—25 липня 1957              | ?                                  | Невідомий автор (можливо Джузеппе Верді)                         |           |

## Гімни, які є національним надбанням кількох сучасних держав
| Держава                                        | Назва | Роки                                                             | Слова | Мелодія | Аудіофайл |
| ---------------------------------------------- | --- | ---------------------------------------------------------------- | --- | --- | --------- |
| Австро-Угорщина                                | |                                                                  | | |           |
| Австро-Угорщина                                | «Австрійський імператорський гімн» Перелік: - італ. «Kaiserhymne» - нім. «Österreichischen Kaiserhymnen» - угор. «Osztrák császári himnusz» - укр. «Австрійський імператорський гімн» - хорв. «Gott erhalte Franz den Kaiser» - чеськ. «Rakouská císařská hymna» або «Народний гімн» Перелік: - італ. «Inno popolare» - нім. «Volkshymnen» - пол. «Hymn ludowy» - словен. «Ljudska himna» - укр. «Народний гімн» - хорв. «Carevka» - чеськ. «Lidová hymna» | 12 лютого 1797—1918 редагування: 1826, лютий 1836, березень 1854 | Лоуренц Хашка, Франц Йосиф I та інші | Йозеф Гайдн, 1797 |           |
| Велика Колумбія                                | |                                                                  | | |           |
| Велика Колумбія                                | «Марш незалежності» (ісп. «Marcha Libertadora») | 1819—1830                                                        | ? | ? |           |
| Вільне місто Данциг                            | |                                                                  | | |           |
| Вільне місто Данциг                            | Для Данціга (нім. «Für Danzig») | 15 листопада 1920—1 вересня 1939                                 | Пауль Ендерлін | Георг Гьохлер |           |
| Ельзас-Лотарингія                              | |                                                                  | | |           |
| Ельзаська радянська республіка                 | «Гімн прапору Ельзасу» (ельз. нім. «Elsässisches Fahnenlied» нім. «Elsässisches Fahnenlied») | 10 листопада 1918—22 листопада 1918                              | Еміль Верт | ? |           |
| Імперська провінція Ельзас-Лотарингія          | «Гімн прапору Ельзасу» (ельз. нім. «Elsässisches Fahnenlied» нім. «Elsässisches Fahnenlied») | 1911—10 листопада 1918                                           | Еміль Верт | ? |           |
| Об'єднана Арабська Республіка                  | |                                                                  | | |           |
| Федерація Арабських Республік                  | «О Боже, як же довго в мене не було зброї» (араб. «والله زمــان يـا سـلاحـي») | 1 січня 1972—19 листопада 1977                                   | Салах Джахін | Камаль Аль Тавіл |           |
| Об'єднана Арабська Республіка                  | «О Боже, як же довго в мене не було зброї» (араб. «والله زمــان يـا سـلاحـي») | 1960—1971                                                        | Салах Джахін | Камаль Аль Тавіл |           |
| СРСР                                           | |                                                                  | | |           |
| Союз Радянських Соціалістичних Республік       | Гімн Союзу Радянських Соціалістичних Республік (рос. «Гимн Союза Советских Социалистических Республик») | 14 грудня 1943—26 грудня 1991 27 травня 1977 (редагування)       | Габріель Уреклян, Сергій Михалков, 1943 Протягом 1955—1970 виконувався без слів | Олександр Александров |           |
| Союз Радянських Соціалістичних Республік       | «Інтернаціонал» (рос. «Интернационал») | 1922—14 грудня 1943                                              | Слова з французької пісні «Інтернаціонал» Ежена Потьє, переклад на російську Аркадія Коца, 1902 | П'єр Дегейтер, 1888 |           |
| Центральноамериканська федерація               | |                                                                  | | |           |
| Центральноамериканська федерація               | «Гренадера» (ісп. «La Granadera») | 1824—1839                                                        | Ромуло Ернесто Дурон | ? |           |
| Сполучені Провінції Центральної Америки        | «Гренадера» (ісп. «La Granadera») | 1823—1824                                                        | Ромуло Ернесто Дурон | ? |           |
| Чехословаччина                                 | |                                                                  | | |           |
| Чеська і Словацька Федеративна Республіка      | Чехословацький гімн (чеськ. Československá hymna словац. Hymna Česko-Slovenska нім. Tschechoslowakischen Nationalhymne (1918—1938) | 23 квітня 1990—31 грудня 1992                                    | Слова з (по строфам): 1. чеської пісні «Де дім мій?», Йосефа Каєтана Тила, 1834 2. словацької пісні «Над Татрами блискавка сяє», Янка Матушки, 1844                                                                        | Мелодія з (по строфам): 1. чеської пісні «Де дім мій?», Франтішека Шкроупа, 1834 2. словацької пісні «Над Татрами блискавка сяє», невідомого автора |           |
| Чехословацька Федеративна Республіка           | Чехословацький гімн (чеськ. Československá hymna словац. Hymna Česko-Slovenska нім. Tschechoslowakischen Nationalhymne (1918—1938) | 29 березня 1990—23 квітня 1990 (де-юре)                          | Слова з (по строфам): 1. чеської пісні «Де дім мій?», Йосефа Каєтана Тила, 1834 2. словацької пісні «Над Татрами блискавка сяє», Янка Матушки, 1844                                                                        | Мелодія з (по строфам): 1. чеської пісні «Де дім мій?», Франтішека Шкроупа, 1834 2. словацької пісні «Над Татрами блискавка сяє», невідомого автора |           |
| Чехословацька Соціалістична Республіка         | Чехословацький гімн (чеськ. Československá hymna словац. Hymna Česko-Slovenska нім. Tschechoslowakischen Nationalhymne (1918—1938) | 11 липня 1960—29 березня 1990 (де-юре)                           | Слова з (по строфам): 1. чеської пісні «Де дім мій?», Йосефа Каєтана Тила, 1834 2. словацької пісні «Над Татрами блискавка сяє», Янка Матушки, 1844                                                                        | Мелодія з (по строфам): 1. чеської пісні «Де дім мій?», Франтішека Шкроупа, 1834 2. словацької пісні «Над Татрами блискавка сяє», невідомого автора |           |
| Третя Чехословацька Республіка                 | Чехословацький гімн (чеськ. Československá hymna словац. Hymna Česko-Slovenska нім. Tschechoslowakischen Nationalhymne (1918—1938) | 27 квітня 1945—11 липня 1960 (де-факто)                          | Слова з (по строфам): 1. чеської пісні «Де дім мій?», Йосефа Каєтана Тила, 1834 2. словацької пісні «Над Татрами блискавка сяє», Янка Матушки, 1844                                                                        | Мелодія з (по строфам): 1. чеської пісні «Де дім мій?», Франтішека Шкроупа, 1834 2. словацької пісні «Над Татрами блискавка сяє», невідомого автора |           |
| Друга Чехословацька Республіка                 | Чехословацький гімн (чеськ. Československá hymna словац. Hymna Česko-Slovenska нім. Tschechoslowakischen Nationalhymne (1918—1938) | 30 вересня 1938—15 березня 1939 (де-факто)                       | Слова з (по строфам): 1. чеської пісні «Де дім мій?», Йосефа Каєтана Тила, 1834 2. словацької пісні «Над Татрами блискавка сяє», Янка Матушки, 1844                                                                        | Мелодія з (по строфам): 1. чеської пісні «Де дім мій?», Франтішека Шкроупа, 1834 2. словацької пісні «Над Татрами блискавка сяє», невідомого автора |           |
| Перша Чехословацька Республіка                 | Чехословацький гімн (чеськ. Československá hymna словац. Hymna Česko-Slovenska нім. Tschechoslowakischen Nationalhymne (1918—1938) | 28 жовтня 1918—30 вересня 1938 (де-факто)                        | Слова з (по строфам): 1. чеської пісні «Де дім мій?», Йосефа Каєтана Тила, 1834 2. словацької пісні «Над Татрами блискавка сяє», Янка Матушки, 1844                                                                        | Мелодія з (по строфам): 1. чеської пісні «Де дім мій?», Франтішека Шкроупа, 1834 2. словацької пісні «Над Татрами блискавка сяє», невідомого автора |           |
| Югославія                                      | |                                                                  | | |           |
| Сербія та Чорногорія                           | «Гей, слов'яни!» Перелік: - босн. «Hej, Slaveni!» - мак. «Еј, Словени!» - серб. «Хеј, Словени!» та «Hej, Sloveni!» - словен. «Hej Slovani!» - хорв. «Hej, Slaveni!» | 4 лютого 2003—5 червня 2006                                      | Самуель Томашик, 1834 та інші | Мелодія з польської народної мелодії, пізніше польського гімну «Мазурка Домбровського»                                                              |           |
| Союзна Республіка Югославія                    | «Гей, слов'яни!» Перелік: - босн. «Hej, Slaveni!» - мак. «Еј, Словени!» - серб. «Хеј, Словени!» та «Hej, Sloveni!» - словен. «Hej Slovani!» - хорв. «Hej, Slaveni!» | 27 квітня 1992—4 лютого 2003                                     | Самуель Томашик, 1834 та інші | Мелодія з польської народної мелодії, пізніше польського гімну «Мазурка Домбровського»                                                              |           |
| Соціалістична Федеративна Республіка Югославія | «Гей, слов'яни!» Перелік: - босн. «Hej, Slaveni!» - мак. «Еј, Словени!» - серб. «Хеј, Словени!» та «Hej, Sloveni!» - словен. «Hej Slovani!» - хорв. «Hej, Slaveni!» | 29 листопада 1945—27 квітня 1992                                 | Самуель Томашик, 1834 та інші | Мелодія з польської народної мелодії, пізніше польського гімну «Мазурка Домбровського»                                                              |           |
| Королівство Югославія                          | Гімн Королівства Югославія (серб. «Химна Краљевине Југославије») | 1918—1943                                                        | Слова з (по строфам): 1. IV. сербського гімну «Боже правий», Йована Джорджевича, 1872 2. хорватського гімну «Чарівна наша Батьківщина», Антона Міхановича 3. словенського гімну «Вперед, прапоре слави», Симона Єнко, 1860 | Даворин Єнко, 1872 Йосип Рун'янін |           |